# المرخیه
المرخیه یک منطقهٔ مسکونی در قطر است که در شهرداری دوحه واقع شده‌است. المرخیه ۲٫۷ کیلومتر مربع مساحت و ۵٬۱۹۷ نفر جمعیت دارد.